# Чемпионат СССР по шахматам по переписке 1957—1960
4-й чемпионат СССР по шахматам по переписке проходил с 15 декабря 1957 по 1960 год.
Участники: семь мастеров, пять кандидатов в мастера и четыре перворазрядника.
- Судья — Г. Кломпус (Москва)

А. Садомский и Л. Масеев стали первыми в истории отечественных шахмат мастерами, получившими звание по итогам заочного соревнования.

## Примечательные партии
|   | a | b | c | d | e | f | g | h |   |
| - | --- | --- | --- | --- | --- | --- | --- | --- | - |
| 8 | f8 чёрная ладья · h8 чёрный король · a7 чёрная пешка · b7 чёрная пешка · d7 чёрная пешка · g7 чёрная пешка · h7 чёрная пешка · c6 чёрная пешка · f6 чёрная ладья · e5 чёрная пешка · g5 чёрный ферзь · f4 чёрный слон · g4 белая пешка · b3 белый слон · c3 белая пешка · d3 белая пешка · h3 белый ферзь · a2 белая пешка · b2 белая пешка · e2 белый король · f2 белая пешка · h2 белая пешка · a1 белая ладья · h1 белая ладья | f8 чёрная ладья · h8 чёрный король · a7 чёрная пешка · b7 чёрная пешка · d7 чёрная пешка · g7 чёрная пешка · h7 чёрная пешка · c6 чёрная пешка · f6 чёрная ладья · e5 чёрная пешка · g5 чёрный ферзь · f4 чёрный слон · g4 белая пешка · b3 белый слон · c3 белая пешка · d3 белая пешка · h3 белый ферзь · a2 белая пешка · b2 белая пешка · e2 белый король · f2 белая пешка · h2 белая пешка · a1 белая ладья · h1 белая ладья | f8 чёрная ладья · h8 чёрный король · a7 чёрная пешка · b7 чёрная пешка · d7 чёрная пешка · g7 чёрная пешка · h7 чёрная пешка · c6 чёрная пешка · f6 чёрная ладья · e5 чёрная пешка · g5 чёрный ферзь · f4 чёрный слон · g4 белая пешка · b3 белый слон · c3 белая пешка · d3 белая пешка · h3 белый ферзь · a2 белая пешка · b2 белая пешка · e2 белый король · f2 белая пешка · h2 белая пешка · a1 белая ладья · h1 белая ладья | f8 чёрная ладья · h8 чёрный король · a7 чёрная пешка · b7 чёрная пешка · d7 чёрная пешка · g7 чёрная пешка · h7 чёрная пешка · c6 чёрная пешка · f6 чёрная ладья · e5 чёрная пешка · g5 чёрный ферзь · f4 чёрный слон · g4 белая пешка · b3 белый слон · c3 белая пешка · d3 белая пешка · h3 белый ферзь · a2 белая пешка · b2 белая пешка · e2 белый король · f2 белая пешка · h2 белая пешка · a1 белая ладья · h1 белая ладья | f8 чёрная ладья · h8 чёрный король · a7 чёрная пешка · b7 чёрная пешка · d7 чёрная пешка · g7 чёрная пешка · h7 чёрная пешка · c6 чёрная пешка · f6 чёрная ладья · e5 чёрная пешка · g5 чёрный ферзь · f4 чёрный слон · g4 белая пешка · b3 белый слон · c3 белая пешка · d3 белая пешка · h3 белый ферзь · a2 белая пешка · b2 белая пешка · e2 белый король · f2 белая пешка · h2 белая пешка · a1 белая ладья · h1 белая ладья | f8 чёрная ладья · h8 чёрный король · a7 чёрная пешка · b7 чёрная пешка · d7 чёрная пешка · g7 чёрная пешка · h7 чёрная пешка · c6 чёрная пешка · f6 чёрная ладья · e5 чёрная пешка · g5 чёрный ферзь · f4 чёрный слон · g4 белая пешка · b3 белый слон · c3 белая пешка · d3 белая пешка · h3 белый ферзь · a2 белая пешка · b2 белая пешка · e2 белый король · f2 белая пешка · h2 белая пешка · a1 белая ладья · h1 белая ладья | f8 чёрная ладья · h8 чёрный король · a7 чёрная пешка · b7 чёрная пешка · d7 чёрная пешка · g7 чёрная пешка · h7 чёрная пешка · c6 чёрная пешка · f6 чёрная ладья · e5 чёрная пешка · g5 чёрный ферзь · f4 чёрный слон · g4 белая пешка · b3 белый слон · c3 белая пешка · d3 белая пешка · h3 белый ферзь · a2 белая пешка · b2 белая пешка · e2 белый король · f2 белая пешка · h2 белая пешка · a1 белая ладья · h1 белая ладья | f8 чёрная ладья · h8 чёрный король · a7 чёрная пешка · b7 чёрная пешка · d7 чёрная пешка · g7 чёрная пешка · h7 чёрная пешка · c6 чёрная пешка · f6 чёрная ладья · e5 чёрная пешка · g5 чёрный ферзь · f4 чёрный слон · g4 белая пешка · b3 белый слон · c3 белая пешка · d3 белая пешка · h3 белый ферзь · a2 белая пешка · b2 белая пешка · e2 белый король · f2 белая пешка · h2 белая пешка · a1 белая ладья · h1 белая ладья | 8 |
| 7 | f8 чёрная ладья · h8 чёрный король · a7 чёрная пешка · b7 чёрная пешка · d7 чёрная пешка · g7 чёрная пешка · h7 чёрная пешка · c6 чёрная пешка · f6 чёрная ладья · e5 чёрная пешка · g5 чёрный ферзь · f4 чёрный слон · g4 белая пешка · b3 белый слон · c3 белая пешка · d3 белая пешка · h3 белый ферзь · a2 белая пешка · b2 белая пешка · e2 белый король · f2 белая пешка · h2 белая пешка · a1 белая ладья · h1 белая ладья | f8 чёрная ладья · h8 чёрный король · a7 чёрная пешка · b7 чёрная пешка · d7 чёрная пешка · g7 чёрная пешка · h7 чёрная пешка · c6 чёрная пешка · f6 чёрная ладья · e5 чёрная пешка · g5 чёрный ферзь · f4 чёрный слон · g4 белая пешка · b3 белый слон · c3 белая пешка · d3 белая пешка · h3 белый ферзь · a2 белая пешка · b2 белая пешка · e2 белый король · f2 белая пешка · h2 белая пешка · a1 белая ладья · h1 белая ладья | f8 чёрная ладья · h8 чёрный король · a7 чёрная пешка · b7 чёрная пешка · d7 чёрная пешка · g7 чёрная пешка · h7 чёрная пешка · c6 чёрная пешка · f6 чёрная ладья · e5 чёрная пешка · g5 чёрный ферзь · f4 чёрный слон · g4 белая пешка · b3 белый слон · c3 белая пешка · d3 белая пешка · h3 белый ферзь · a2 белая пешка · b2 белая пешка · e2 белый король · f2 белая пешка · h2 белая пешка · a1 белая ладья · h1 белая ладья | f8 чёрная ладья · h8 чёрный король · a7 чёрная пешка · b7 чёрная пешка · d7 чёрная пешка · g7 чёрная пешка · h7 чёрная пешка · c6 чёрная пешка · f6 чёрная ладья · e5 чёрная пешка · g5 чёрный ферзь · f4 чёрный слон · g4 белая пешка · b3 белый слон · c3 белая пешка · d3 белая пешка · h3 белый ферзь · a2 белая пешка · b2 белая пешка · e2 белый король · f2 белая пешка · h2 белая пешка · a1 белая ладья · h1 белая ладья | f8 чёрная ладья · h8 чёрный король · a7 чёрная пешка · b7 чёрная пешка · d7 чёрная пешка · g7 чёрная пешка · h7 чёрная пешка · c6 чёрная пешка · f6 чёрная ладья · e5 чёрная пешка · g5 чёрный ферзь · f4 чёрный слон · g4 белая пешка · b3 белый слон · c3 белая пешка · d3 белая пешка · h3 белый ферзь · a2 белая пешка · b2 белая пешка · e2 белый король · f2 белая пешка · h2 белая пешка · a1 белая ладья · h1 белая ладья | f8 чёрная ладья · h8 чёрный король · a7 чёрная пешка · b7 чёрная пешка · d7 чёрная пешка · g7 чёрная пешка · h7 чёрная пешка · c6 чёрная пешка · f6 чёрная ладья · e5 чёрная пешка · g5 чёрный ферзь · f4 чёрный слон · g4 белая пешка · b3 белый слон · c3 белая пешка · d3 белая пешка · h3 белый ферзь · a2 белая пешка · b2 белая пешка · e2 белый король · f2 белая пешка · h2 белая пешка · a1 белая ладья · h1 белая ладья | f8 чёрная ладья · h8 чёрный король · a7 чёрная пешка · b7 чёрная пешка · d7 чёрная пешка · g7 чёрная пешка · h7 чёрная пешка · c6 чёрная пешка · f6 чёрная ладья · e5 чёрная пешка · g5 чёрный ферзь · f4 чёрный слон · g4 белая пешка · b3 белый слон · c3 белая пешка · d3 белая пешка · h3 белый ферзь · a2 белая пешка · b2 белая пешка · e2 белый король · f2 белая пешка · h2 белая пешка · a1 белая ладья · h1 белая ладья | f8 чёрная ладья · h8 чёрный король · a7 чёрная пешка · b7 чёрная пешка · d7 чёрная пешка · g7 чёрная пешка · h7 чёрная пешка · c6 чёрная пешка · f6 чёрная ладья · e5 чёрная пешка · g5 чёрный ферзь · f4 чёрный слон · g4 белая пешка · b3 белый слон · c3 белая пешка · d3 белая пешка · h3 белый ферзь · a2 белая пешка · b2 белая пешка · e2 белый король · f2 белая пешка · h2 белая пешка · a1 белая ладья · h1 белая ладья | 7 |
| 6 | f8 чёрная ладья · h8 чёрный король · a7 чёрная пешка · b7 чёрная пешка · d7 чёрная пешка · g7 чёрная пешка · h7 чёрная пешка · c6 чёрная пешка · f6 чёрная ладья · e5 чёрная пешка · g5 чёрный ферзь · f4 чёрный слон · g4 белая пешка · b3 белый слон · c3 белая пешка · d3 белая пешка · h3 белый ферзь · a2 белая пешка · b2 белая пешка · e2 белый король · f2 белая пешка · h2 белая пешка · a1 белая ладья · h1 белая ладья | f8 чёрная ладья · h8 чёрный король · a7 чёрная пешка · b7 чёрная пешка · d7 чёрная пешка · g7 чёрная пешка · h7 чёрная пешка · c6 чёрная пешка · f6 чёрная ладья · e5 чёрная пешка · g5 чёрный ферзь · f4 чёрный слон · g4 белая пешка · b3 белый слон · c3 белая пешка · d3 белая пешка · h3 белый ферзь · a2 белая пешка · b2 белая пешка · e2 белый король · f2 белая пешка · h2 белая пешка · a1 белая ладья · h1 белая ладья | f8 чёрная ладья · h8 чёрный король · a7 чёрная пешка · b7 чёрная пешка · d7 чёрная пешка · g7 чёрная пешка · h7 чёрная пешка · c6 чёрная пешка · f6 чёрная ладья · e5 чёрная пешка · g5 чёрный ферзь · f4 чёрный слон · g4 белая пешка · b3 белый слон · c3 белая пешка · d3 белая пешка · h3 белый ферзь · a2 белая пешка · b2 белая пешка · e2 белый король · f2 белая пешка · h2 белая пешка · a1 белая ладья · h1 белая ладья | f8 чёрная ладья · h8 чёрный король · a7 чёрная пешка · b7 чёрная пешка · d7 чёрная пешка · g7 чёрная пешка · h7 чёрная пешка · c6 чёрная пешка · f6 чёрная ладья · e5 чёрная пешка · g5 чёрный ферзь · f4 чёрный слон · g4 белая пешка · b3 белый слон · c3 белая пешка · d3 белая пешка · h3 белый ферзь · a2 белая пешка · b2 белая пешка · e2 белый король · f2 белая пешка · h2 белая пешка · a1 белая ладья · h1 белая ладья | f8 чёрная ладья · h8 чёрный король · a7 чёрная пешка · b7 чёрная пешка · d7 чёрная пешка · g7 чёрная пешка · h7 чёрная пешка · c6 чёрная пешка · f6 чёрная ладья · e5 чёрная пешка · g5 чёрный ферзь · f4 чёрный слон · g4 белая пешка · b3 белый слон · c3 белая пешка · d3 белая пешка · h3 белый ферзь · a2 белая пешка · b2 белая пешка · e2 белый король · f2 белая пешка · h2 белая пешка · a1 белая ладья · h1 белая ладья | f8 чёрная ладья · h8 чёрный король · a7 чёрная пешка · b7 чёрная пешка · d7 чёрная пешка · g7 чёрная пешка · h7 чёрная пешка · c6 чёрная пешка · f6 чёрная ладья · e5 чёрная пешка · g5 чёрный ферзь · f4 чёрный слон · g4 белая пешка · b3 белый слон · c3 белая пешка · d3 белая пешка · h3 белый ферзь · a2 белая пешка · b2 белая пешка · e2 белый король · f2 белая пешка · h2 белая пешка · a1 белая ладья · h1 белая ладья | f8 чёрная ладья · h8 чёрный король · a7 чёрная пешка · b7 чёрная пешка · d7 чёрная пешка · g7 чёрная пешка · h7 чёрная пешка · c6 чёрная пешка · f6 чёрная ладья · e5 чёрная пешка · g5 чёрный ферзь · f4 чёрный слон · g4 белая пешка · b3 белый слон · c3 белая пешка · d3 белая пешка · h3 белый ферзь · a2 белая пешка · b2 белая пешка · e2 белый король · f2 белая пешка · h2 белая пешка · a1 белая ладья · h1 белая ладья | f8 чёрная ладья · h8 чёрный король · a7 чёрная пешка · b7 чёрная пешка · d7 чёрная пешка · g7 чёрная пешка · h7 чёрная пешка · c6 чёрная пешка · f6 чёрная ладья · e5 чёрная пешка · g5 чёрный ферзь · f4 чёрный слон · g4 белая пешка · b3 белый слон · c3 белая пешка · d3 белая пешка · h3 белый ферзь · a2 белая пешка · b2 белая пешка · e2 белый король · f2 белая пешка · h2 белая пешка · a1 белая ладья · h1 белая ладья | 6 |
| 5 | f8 чёрная ладья · h8 чёрный король · a7 чёрная пешка · b7 чёрная пешка · d7 чёрная пешка · g7 чёрная пешка · h7 чёрная пешка · c6 чёрная пешка · f6 чёрная ладья · e5 чёрная пешка · g5 чёрный ферзь · f4 чёрный слон · g4 белая пешка · b3 белый слон · c3 белая пешка · d3 белая пешка · h3 белый ферзь · a2 белая пешка · b2 белая пешка · e2 белый король · f2 белая пешка · h2 белая пешка · a1 белая ладья · h1 белая ладья | f8 чёрная ладья · h8 чёрный король · a7 чёрная пешка · b7 чёрная пешка · d7 чёрная пешка · g7 чёрная пешка · h7 чёрная пешка · c6 чёрная пешка · f6 чёрная ладья · e5 чёрная пешка · g5 чёрный ферзь · f4 чёрный слон · g4 белая пешка · b3 белый слон · c3 белая пешка · d3 белая пешка · h3 белый ферзь · a2 белая пешка · b2 белая пешка · e2 белый король · f2 белая пешка · h2 белая пешка · a1 белая ладья · h1 белая ладья | f8 чёрная ладья · h8 чёрный король · a7 чёрная пешка · b7 чёрная пешка · d7 чёрная пешка · g7 чёрная пешка · h7 чёрная пешка · c6 чёрная пешка · f6 чёрная ладья · e5 чёрная пешка · g5 чёрный ферзь · f4 чёрный слон · g4 белая пешка · b3 белый слон · c3 белая пешка · d3 белая пешка · h3 белый ферзь · a2 белая пешка · b2 белая пешка · e2 белый король · f2 белая пешка · h2 белая пешка · a1 белая ладья · h1 белая ладья | f8 чёрная ладья · h8 чёрный король · a7 чёрная пешка · b7 чёрная пешка · d7 чёрная пешка · g7 чёрная пешка · h7 чёрная пешка · c6 чёрная пешка · f6 чёрная ладья · e5 чёрная пешка · g5 чёрный ферзь · f4 чёрный слон · g4 белая пешка · b3 белый слон · c3 белая пешка · d3 белая пешка · h3 белый ферзь · a2 белая пешка · b2 белая пешка · e2 белый король · f2 белая пешка · h2 белая пешка · a1 белая ладья · h1 белая ладья | f8 чёрная ладья · h8 чёрный король · a7 чёрная пешка · b7 чёрная пешка · d7 чёрная пешка · g7 чёрная пешка · h7 чёрная пешка · c6 чёрная пешка · f6 чёрная ладья · e5 чёрная пешка · g5 чёрный ферзь · f4 чёрный слон · g4 белая пешка · b3 белый слон · c3 белая пешка · d3 белая пешка · h3 белый ферзь · a2 белая пешка · b2 белая пешка · e2 белый король · f2 белая пешка · h2 белая пешка · a1 белая ладья · h1 белая ладья | f8 чёрная ладья · h8 чёрный король · a7 чёрная пешка · b7 чёрная пешка · d7 чёрная пешка · g7 чёрная пешка · h7 чёрная пешка · c6 чёрная пешка · f6 чёрная ладья · e5 чёрная пешка · g5 чёрный ферзь · f4 чёрный слон · g4 белая пешка · b3 белый слон · c3 белая пешка · d3 белая пешка · h3 белый ферзь · a2 белая пешка · b2 белая пешка · e2 белый король · f2 белая пешка · h2 белая пешка · a1 белая ладья · h1 белая ладья | f8 чёрная ладья · h8 чёрный король · a7 чёрная пешка · b7 чёрная пешка · d7 чёрная пешка · g7 чёрная пешка · h7 чёрная пешка · c6 чёрная пешка · f6 чёрная ладья · e5 чёрная пешка · g5 чёрный ферзь · f4 чёрный слон · g4 белая пешка · b3 белый слон · c3 белая пешка · d3 белая пешка · h3 белый ферзь · a2 белая пешка · b2 белая пешка · e2 белый король · f2 белая пешка · h2 белая пешка · a1 белая ладья · h1 белая ладья | f8 чёрная ладья · h8 чёрный король · a7 чёрная пешка · b7 чёрная пешка · d7 чёрная пешка · g7 чёрная пешка · h7 чёрная пешка · c6 чёрная пешка · f6 чёрная ладья · e5 чёрная пешка · g5 чёрный ферзь · f4 чёрный слон · g4 белая пешка · b3 белый слон · c3 белая пешка · d3 белая пешка · h3 белый ферзь · a2 белая пешка · b2 белая пешка · e2 белый король · f2 белая пешка · h2 белая пешка · a1 белая ладья · h1 белая ладья | 5 |
| 4 | f8 чёрная ладья · h8 чёрный король · a7 чёрная пешка · b7 чёрная пешка · d7 чёрная пешка · g7 чёрная пешка · h7 чёрная пешка · c6 чёрная пешка · f6 чёрная ладья · e5 чёрная пешка · g5 чёрный ферзь · f4 чёрный слон · g4 белая пешка · b3 белый слон · c3 белая пешка · d3 белая пешка · h3 белый ферзь · a2 белая пешка · b2 белая пешка · e2 белый король · f2 белая пешка · h2 белая пешка · a1 белая ладья · h1 белая ладья | f8 чёрная ладья · h8 чёрный король · a7 чёрная пешка · b7 чёрная пешка · d7 чёрная пешка · g7 чёрная пешка · h7 чёрная пешка · c6 чёрная пешка · f6 чёрная ладья · e5 чёрная пешка · g5 чёрный ферзь · f4 чёрный слон · g4 белая пешка · b3 белый слон · c3 белая пешка · d3 белая пешка · h3 белый ферзь · a2 белая пешка · b2 белая пешка · e2 белый король · f2 белая пешка · h2 белая пешка · a1 белая ладья · h1 белая ладья | f8 чёрная ладья · h8 чёрный король · a7 чёрная пешка · b7 чёрная пешка · d7 чёрная пешка · g7 чёрная пешка · h7 чёрная пешка · c6 чёрная пешка · f6 чёрная ладья · e5 чёрная пешка · g5 чёрный ферзь · f4 чёрный слон · g4 белая пешка · b3 белый слон · c3 белая пешка · d3 белая пешка · h3 белый ферзь · a2 белая пешка · b2 белая пешка · e2 белый король · f2 белая пешка · h2 белая пешка · a1 белая ладья · h1 белая ладья | f8 чёрная ладья · h8 чёрный король · a7 чёрная пешка · b7 чёрная пешка · d7 чёрная пешка · g7 чёрная пешка · h7 чёрная пешка · c6 чёрная пешка · f6 чёрная ладья · e5 чёрная пешка · g5 чёрный ферзь · f4 чёрный слон · g4 белая пешка · b3 белый слон · c3 белая пешка · d3 белая пешка · h3 белый ферзь · a2 белая пешка · b2 белая пешка · e2 белый король · f2 белая пешка · h2 белая пешка · a1 белая ладья · h1 белая ладья | f8 чёрная ладья · h8 чёрный король · a7 чёрная пешка · b7 чёрная пешка · d7 чёрная пешка · g7 чёрная пешка · h7 чёрная пешка · c6 чёрная пешка · f6 чёрная ладья · e5 чёрная пешка · g5 чёрный ферзь · f4 чёрный слон · g4 белая пешка · b3 белый слон · c3 белая пешка · d3 белая пешка · h3 белый ферзь · a2 белая пешка · b2 белая пешка · e2 белый король · f2 белая пешка · h2 белая пешка · a1 белая ладья · h1 белая ладья | f8 чёрная ладья · h8 чёрный король · a7 чёрная пешка · b7 чёрная пешка · d7 чёрная пешка · g7 чёрная пешка · h7 чёрная пешка · c6 чёрная пешка · f6 чёрная ладья · e5 чёрная пешка · g5 чёрный ферзь · f4 чёрный слон · g4 белая пешка · b3 белый слон · c3 белая пешка · d3 белая пешка · h3 белый ферзь · a2 белая пешка · b2 белая пешка · e2 белый король · f2 белая пешка · h2 белая пешка · a1 белая ладья · h1 белая ладья | f8 чёрная ладья · h8 чёрный король · a7 чёрная пешка · b7 чёрная пешка · d7 чёрная пешка · g7 чёрная пешка · h7 чёрная пешка · c6 чёрная пешка · f6 чёрная ладья · e5 чёрная пешка · g5 чёрный ферзь · f4 чёрный слон · g4 белая пешка · b3 белый слон · c3 белая пешка · d3 белая пешка · h3 белый ферзь · a2 белая пешка · b2 белая пешка · e2 белый король · f2 белая пешка · h2 белая пешка · a1 белая ладья · h1 белая ладья | f8 чёрная ладья · h8 чёрный король · a7 чёрная пешка · b7 чёрная пешка · d7 чёрная пешка · g7 чёрная пешка · h7 чёрная пешка · c6 чёрная пешка · f6 чёрная ладья · e5 чёрная пешка · g5 чёрный ферзь · f4 чёрный слон · g4 белая пешка · b3 белый слон · c3 белая пешка · d3 белая пешка · h3 белый ферзь · a2 белая пешка · b2 белая пешка · e2 белый король · f2 белая пешка · h2 белая пешка · a1 белая ладья · h1 белая ладья | 4 |
| 3 | f8 чёрная ладья · h8 чёрный король · a7 чёрная пешка · b7 чёрная пешка · d7 чёрная пешка · g7 чёрная пешка · h7 чёрная пешка · c6 чёрная пешка · f6 чёрная ладья · e5 чёрная пешка · g5 чёрный ферзь · f4 чёрный слон · g4 белая пешка · b3 белый слон · c3 белая пешка · d3 белая пешка · h3 белый ферзь · a2 белая пешка · b2 белая пешка · e2 белый король · f2 белая пешка · h2 белая пешка · a1 белая ладья · h1 белая ладья | f8 чёрная ладья · h8 чёрный король · a7 чёрная пешка · b7 чёрная пешка · d7 чёрная пешка · g7 чёрная пешка · h7 чёрная пешка · c6 чёрная пешка · f6 чёрная ладья · e5 чёрная пешка · g5 чёрный ферзь · f4 чёрный слон · g4 белая пешка · b3 белый слон · c3 белая пешка · d3 белая пешка · h3 белый ферзь · a2 белая пешка · b2 белая пешка · e2 белый король · f2 белая пешка · h2 белая пешка · a1 белая ладья · h1 белая ладья | f8 чёрная ладья · h8 чёрный король · a7 чёрная пешка · b7 чёрная пешка · d7 чёрная пешка · g7 чёрная пешка · h7 чёрная пешка · c6 чёрная пешка · f6 чёрная ладья · e5 чёрная пешка · g5 чёрный ферзь · f4 чёрный слон · g4 белая пешка · b3 белый слон · c3 белая пешка · d3 белая пешка · h3 белый ферзь · a2 белая пешка · b2 белая пешка · e2 белый король · f2 белая пешка · h2 белая пешка · a1 белая ладья · h1 белая ладья | f8 чёрная ладья · h8 чёрный король · a7 чёрная пешка · b7 чёрная пешка · d7 чёрная пешка · g7 чёрная пешка · h7 чёрная пешка · c6 чёрная пешка · f6 чёрная ладья · e5 чёрная пешка · g5 чёрный ферзь · f4 чёрный слон · g4 белая пешка · b3 белый слон · c3 белая пешка · d3 белая пешка · h3 белый ферзь · a2 белая пешка · b2 белая пешка · e2 белый король · f2 белая пешка · h2 белая пешка · a1 белая ладья · h1 белая ладья | f8 чёрная ладья · h8 чёрный король · a7 чёрная пешка · b7 чёрная пешка · d7 чёрная пешка · g7 чёрная пешка · h7 чёрная пешка · c6 чёрная пешка · f6 чёрная ладья · e5 чёрная пешка · g5 чёрный ферзь · f4 чёрный слон · g4 белая пешка · b3 белый слон · c3 белая пешка · d3 белая пешка · h3 белый ферзь · a2 белая пешка · b2 белая пешка · e2 белый король · f2 белая пешка · h2 белая пешка · a1 белая ладья · h1 белая ладья | f8 чёрная ладья · h8 чёрный король · a7 чёрная пешка · b7 чёрная пешка · d7 чёрная пешка · g7 чёрная пешка · h7 чёрная пешка · c6 чёрная пешка · f6 чёрная ладья · e5 чёрная пешка · g5 чёрный ферзь · f4 чёрный слон · g4 белая пешка · b3 белый слон · c3 белая пешка · d3 белая пешка · h3 белый ферзь · a2 белая пешка · b2 белая пешка · e2 белый король · f2 белая пешка · h2 белая пешка · a1 белая ладья · h1 белая ладья | f8 чёрная ладья · h8 чёрный король · a7 чёрная пешка · b7 чёрная пешка · d7 чёрная пешка · g7 чёрная пешка · h7 чёрная пешка · c6 чёрная пешка · f6 чёрная ладья · e5 чёрная пешка · g5 чёрный ферзь · f4 чёрный слон · g4 белая пешка · b3 белый слон · c3 белая пешка · d3 белая пешка · h3 белый ферзь · a2 белая пешка · b2 белая пешка · e2 белый король · f2 белая пешка · h2 белая пешка · a1 белая ладья · h1 белая ладья | f8 чёрная ладья · h8 чёрный король · a7 чёрная пешка · b7 чёрная пешка · d7 чёрная пешка · g7 чёрная пешка · h7 чёрная пешка · c6 чёрная пешка · f6 чёрная ладья · e5 чёрная пешка · g5 чёрный ферзь · f4 чёрный слон · g4 белая пешка · b3 белый слон · c3 белая пешка · d3 белая пешка · h3 белый ферзь · a2 белая пешка · b2 белая пешка · e2 белый король · f2 белая пешка · h2 белая пешка · a1 белая ладья · h1 белая ладья | 3 |
| 2 | f8 чёрная ладья · h8 чёрный король · a7 чёрная пешка · b7 чёрная пешка · d7 чёрная пешка · g7 чёрная пешка · h7 чёрная пешка · c6 чёрная пешка · f6 чёрная ладья · e5 чёрная пешка · g5 чёрный ферзь · f4 чёрный слон · g4 белая пешка · b3 белый слон · c3 белая пешка · d3 белая пешка · h3 белый ферзь · a2 белая пешка · b2 белая пешка · e2 белый король · f2 белая пешка · h2 белая пешка · a1 белая ладья · h1 белая ладья | f8 чёрная ладья · h8 чёрный король · a7 чёрная пешка · b7 чёрная пешка · d7 чёрная пешка · g7 чёрная пешка · h7 чёрная пешка · c6 чёрная пешка · f6 чёрная ладья · e5 чёрная пешка · g5 чёрный ферзь · f4 чёрный слон · g4 белая пешка · b3 белый слон · c3 белая пешка · d3 белая пешка · h3 белый ферзь · a2 белая пешка · b2 белая пешка · e2 белый король · f2 белая пешка · h2 белая пешка · a1 белая ладья · h1 белая ладья | f8 чёрная ладья · h8 чёрный король · a7 чёрная пешка · b7 чёрная пешка · d7 чёрная пешка · g7 чёрная пешка · h7 чёрная пешка · c6 чёрная пешка · f6 чёрная ладья · e5 чёрная пешка · g5 чёрный ферзь · f4 чёрный слон · g4 белая пешка · b3 белый слон · c3 белая пешка · d3 белая пешка · h3 белый ферзь · a2 белая пешка · b2 белая пешка · e2 белый король · f2 белая пешка · h2 белая пешка · a1 белая ладья · h1 белая ладья | f8 чёрная ладья · h8 чёрный король · a7 чёрная пешка · b7 чёрная пешка · d7 чёрная пешка · g7 чёрная пешка · h7 чёрная пешка · c6 чёрная пешка · f6 чёрная ладья · e5 чёрная пешка · g5 чёрный ферзь · f4 чёрный слон · g4 белая пешка · b3 белый слон · c3 белая пешка · d3 белая пешка · h3 белый ферзь · a2 белая пешка · b2 белая пешка · e2 белый король · f2 белая пешка · h2 белая пешка · a1 белая ладья · h1 белая ладья | f8 чёрная ладья · h8 чёрный король · a7 чёрная пешка · b7 чёрная пешка · d7 чёрная пешка · g7 чёрная пешка · h7 чёрная пешка · c6 чёрная пешка · f6 чёрная ладья · e5 чёрная пешка · g5 чёрный ферзь · f4 чёрный слон · g4 белая пешка · b3 белый слон · c3 белая пешка · d3 белая пешка · h3 белый ферзь · a2 белая пешка · b2 белая пешка · e2 белый король · f2 белая пешка · h2 белая пешка · a1 белая ладья · h1 белая ладья | f8 чёрная ладья · h8 чёрный король · a7 чёрная пешка · b7 чёрная пешка · d7 чёрная пешка · g7 чёрная пешка · h7 чёрная пешка · c6 чёрная пешка · f6 чёрная ладья · e5 чёрная пешка · g5 чёрный ферзь · f4 чёрный слон · g4 белая пешка · b3 белый слон · c3 белая пешка · d3 белая пешка · h3 белый ферзь · a2 белая пешка · b2 белая пешка · e2 белый король · f2 белая пешка · h2 белая пешка · a1 белая ладья · h1 белая ладья | f8 чёрная ладья · h8 чёрный король · a7 чёрная пешка · b7 чёрная пешка · d7 чёрная пешка · g7 чёрная пешка · h7 чёрная пешка · c6 чёрная пешка · f6 чёрная ладья · e5 чёрная пешка · g5 чёрный ферзь · f4 чёрный слон · g4 белая пешка · b3 белый слон · c3 белая пешка · d3 белая пешка · h3 белый ферзь · a2 белая пешка · b2 белая пешка · e2 белый король · f2 белая пешка · h2 белая пешка · a1 белая ладья · h1 белая ладья | f8 чёрная ладья · h8 чёрный король · a7 чёрная пешка · b7 чёрная пешка · d7 чёрная пешка · g7 чёрная пешка · h7 чёрная пешка · c6 чёрная пешка · f6 чёрная ладья · e5 чёрная пешка · g5 чёрный ферзь · f4 чёрный слон · g4 белая пешка · b3 белый слон · c3 белая пешка · d3 белая пешка · h3 белый ферзь · a2 белая пешка · b2 белая пешка · e2 белый король · f2 белая пешка · h2 белая пешка · a1 белая ладья · h1 белая ладья | 2 |
| 1 | f8 чёрная ладья · h8 чёрный король · a7 чёрная пешка · b7 чёрная пешка · d7 чёрная пешка · g7 чёрная пешка · h7 чёрная пешка · c6 чёрная пешка · f6 чёрная ладья · e5 чёрная пешка · g5 чёрный ферзь · f4 чёрный слон · g4 белая пешка · b3 белый слон · c3 белая пешка · d3 белая пешка · h3 белый ферзь · a2 белая пешка · b2 белая пешка · e2 белый король · f2 белая пешка · h2 белая пешка · a1 белая ладья · h1 белая ладья | f8 чёрная ладья · h8 чёрный король · a7 чёрная пешка · b7 чёрная пешка · d7 чёрная пешка · g7 чёрная пешка · h7 чёрная пешка · c6 чёрная пешка · f6 чёрная ладья · e5 чёрная пешка · g5 чёрный ферзь · f4 чёрный слон · g4 белая пешка · b3 белый слон · c3 белая пешка · d3 белая пешка · h3 белый ферзь · a2 белая пешка · b2 белая пешка · e2 белый король · f2 белая пешка · h2 белая пешка · a1 белая ладья · h1 белая ладья | f8 чёрная ладья · h8 чёрный король · a7 чёрная пешка · b7 чёрная пешка · d7 чёрная пешка · g7 чёрная пешка · h7 чёрная пешка · c6 чёрная пешка · f6 чёрная ладья · e5 чёрная пешка · g5 чёрный ферзь · f4 чёрный слон · g4 белая пешка · b3 белый слон · c3 белая пешка · d3 белая пешка · h3 белый ферзь · a2 белая пешка · b2 белая пешка · e2 белый король · f2 белая пешка · h2 белая пешка · a1 белая ладья · h1 белая ладья | f8 чёрная ладья · h8 чёрный король · a7 чёрная пешка · b7 чёрная пешка · d7 чёрная пешка · g7 чёрная пешка · h7 чёрная пешка · c6 чёрная пешка · f6 чёрная ладья · e5 чёрная пешка · g5 чёрный ферзь · f4 чёрный слон · g4 белая пешка · b3 белый слон · c3 белая пешка · d3 белая пешка · h3 белый ферзь · a2 белая пешка · b2 белая пешка · e2 белый король · f2 белая пешка · h2 белая пешка · a1 белая ладья · h1 белая ладья | f8 чёрная ладья · h8 чёрный король · a7 чёрная пешка · b7 чёрная пешка · d7 чёрная пешка · g7 чёрная пешка · h7 чёрная пешка · c6 чёрная пешка · f6 чёрная ладья · e5 чёрная пешка · g5 чёрный ферзь · f4 чёрный слон · g4 белая пешка · b3 белый слон · c3 белая пешка · d3 белая пешка · h3 белый ферзь · a2 белая пешка · b2 белая пешка · e2 белый король · f2 белая пешка · h2 белая пешка · a1 белая ладья · h1 белая ладья | f8 чёрная ладья · h8 чёрный король · a7 чёрная пешка · b7 чёрная пешка · d7 чёрная пешка · g7 чёрная пешка · h7 чёрная пешка · c6 чёрная пешка · f6 чёрная ладья · e5 чёрная пешка · g5 чёрный ферзь · f4 чёрный слон · g4 белая пешка · b3 белый слон · c3 белая пешка · d3 белая пешка · h3 белый ферзь · a2 белая пешка · b2 белая пешка · e2 белый король · f2 белая пешка · h2 белая пешка · a1 белая ладья · h1 белая ладья | f8 чёрная ладья · h8 чёрный король · a7 чёрная пешка · b7 чёрная пешка · d7 чёрная пешка · g7 чёрная пешка · h7 чёрная пешка · c6 чёрная пешка · f6 чёрная ладья · e5 чёрная пешка · g5 чёрный ферзь · f4 чёрный слон · g4 белая пешка · b3 белый слон · c3 белая пешка · d3 белая пешка · h3 белый ферзь · a2 белая пешка · b2 белая пешка · e2 белый король · f2 белая пешка · h2 белая пешка · a1 белая ладья · h1 белая ладья | f8 чёрная ладья · h8 чёрный король · a7 чёрная пешка · b7 чёрная пешка · d7 чёрная пешка · g7 чёрная пешка · h7 чёрная пешка · c6 чёрная пешка · f6 чёрная ладья · e5 чёрная пешка · g5 чёрный ферзь · f4 чёрный слон · g4 белая пешка · b3 белый слон · c3 белая пешка · d3 белая пешка · h3 белый ферзь · a2 белая пешка · b2 белая пешка · e2 белый король · f2 белая пешка · h2 белая пешка · a1 белая ладья · h1 белая ладья | 1 |
|   | a | b | c | d | e | f | g | h |   |

22. ... Сс1! и белые сдались.

## Турнирная таблица
| №  | Участники                     | Город        | 1 | 2 | 3 | 4 | 5 | 6 | 7 | 8 | 9 | 10 | 11 | 12 | 13 | 14 | 15 | 16 |  | + | − | =  | Очки | Место |
| -- | ----------------------------- | ------------ | - | - | - | - | - | - | - | - | - | -- | -- | -- | -- | -- | -- | -- |  | - | - | -- | ---- | ----- |
| 1  | Анатолий Садомский            | Москва       |   | ½ | ½ | ½ | 1 | ½ | ½ | 1 | ½ | 0  | 1  | 1  | 1  | 1  | 1  | ½  |  | 7 | 1 | 7  | 10½  | 1     |
| 2  | Пётр Дубинин                  | Горький      | ½ |   | 1 | ½ | 1 | ½ | 1 | ½ | 0 | ½  | ½  | 1  | ½  | 1  | ½  | 1  |  | 6 | 1 | 8  | 10   | 2     |
| 3  | Леон Масеев                   | Одесса       | ½ | 0 |   | 1 | ½ | ½ | 1 | 1 | 1 | ½  | 1  | ½  | ½  | 0  | 1  | ½  |  | 6 | 2 | 7  | 9½   | 3     |
| 4  | Лев Аронин                    | Москва       | ½ | ½ | 0 |   | ½ | 1 | ½ | 1 | ½ | ½  | ½  | ½  | ½  | ½  | 1  | 1  |  | 4 | 1 | 10 | 9    | 4     |
| 5  | Александр Константинопольский | Москва       | 0 | 0 | ½ | ½ |   | 1 | 0 | ½ | ½ | 1  | ½  | ½  | ½  | 1  | 1  | 1  |  | 5 | 3 | 7  | 8½   | 5—6   |
| 6  | Яков Эстрин                   | Москва       | ½ | ½ | ½ | 0 | 0 |   | 1 | 0 | 1 | 0  | ½  | 1  | ½  | 1  | 1  | 1  |  | 6 | 4 | 5  | 8½   | 5—6   |
| 7  | Юрий Шапошников               | Куйбышев     | ½ | 0 | 0 | ½ | 1 | 0 |   | ½ | 0 | 0  | 1  | 1  | 1  | 1  | ½  | 1  |  | 6 | 5 | 4  | 8    | 7     |
| 8  | Роман Альтшулер               | Москва       | 0 | ½ | 0 | 0 | ½ | 1 | ½ |   | ½ | ½  | 1  | ½  | ½  | ½  | ½  | 1  |  | 3 | 3 | 9  | 7½   | 8—10  |
| 9  | Виктор Батуринский            | Москва       | ½ | 1 | 0 | ½ | ½ | 0 | 1 | ½ |   | 1  | ½  | 1  | ½  | 0  | 0  | ½  |  | 4 | 4 | 7  | 7½   | 8—10  |
| 10 | Игорь Жданов                  | Рига         | 1 | ½ | ½ | ½ | 0 | 1 | 1 | ½ | 0 |    | 0  | 0  | 1  | 0  | ½  | 1  |  | 5 | 5 | 5  | 7½   | 8—10  |
| 11 | Лев Финк                      | Куйбышев     | 0 | ½ | 0 | ½ | ½ | ½ | 0 | 0 | ½ | 1  |    | ½  | ½  | ½  | 1  | 1  |  | 3 | 4 | 8  | 7    | 11    |
| 12 | Г. Овчинкин                   | Нижний Тагил | 0 | 0 | ½ | ½ | ½ | 0 | 0 | ½ | 0 | 1  | ½  |    | ½  | 1  | ½  | ½  |  | 2 | 5 | 8  | 6    | 12    |
| 13 | Иоганесс Вельтмандер          | Ижевск       | 0 | ½ | ½ | ½ | ½ | ½ | 0 | ½ | ½ | 0  | ½  | ½  |    | 1  | 0  | 0  |  | 1 | 5 | 9  | 5½   | 13    |
| 14 | Михаил Аброшин                | Саратов      | 0 | 0 | 1 | ½ | 0 | 0 | 0 | ½ | 1 | 1  | ½  | 0  | 0  |    | ½  | 0  |  | 3 | 8 | 4  | 5    | 14—16 |
| 15 | Александр Кобленц             | Рига         | 0 | ½ | 0 | 0 | 0 | 0 | ½ | ½ | 1 | ½  | 0  | ½  | 1  | ½  |    | 0  |  | 2 | 7 | 6  | 5    | 14—16 |
| 16 | Владимир Крюков               | Челябинск    | ½ | 0 | ½ | 0 | 0 | 0 | 0 | 0 | ½ | 0  | 0  | ½  | 1  | 1  | 1  |    |  | 3 | 8 | 4  | 5    | 14—16 |